# Accidente aéreo del C-130H Hercules en Indonesia de 2009
Un avión de la Fuerza Aérea de Indonesia C-130 Hercules con 112 personas (98 pasajeros y 14 tripulantes) se estrelló alrededor de las 6:30 hora local (2330 UTC) el 20 de mayo de 2009, mientras volaba sobre Yakarta al este de Java en Indonesia. El accidente causó la muerte de 101 personas, varias de las cuales estaban en sus viviendas de Geplak. Al menos otras 70 personas fueron enviadas a un hospital local.
El avión (un avión civil Lockheed L-100-30(P) Hercules, con registro A-1325) iba en un vuelo normal y transportaba personal militar y sus familiares de Yakarta a una base militar en el este de Java. El avión trataba de aterrizar en la Base de la Fuerza Aérea Iswahyudi, pero se estrelló a 5,5 (3,4 m) al noroeste del extremo norte de la pista de aterrizaje, explotando al impactar. Según reportes, durante el accidente, el cielo estaba despejado.